# 圣马丁拉朗德
圣马丹拉朗德（法語：Saint-Martin-Lalande，法語發音：[sɛ̃ maʁtɛ̃ la lɑ̃d] ⓘ）是法国奥德省的一个市镇，位于该省西北部，属于卡尔卡松区。

## 地理
圣马丹拉朗德（43°17'58"N, 2°1'10"E）面积12.65 平方千米，位于法国奧克西塔尼大區奥德省，该省份为法国南部沿海省份，北起塔恩省，西北接上加龙省，西接阿列日省，南至东比利牛斯省，东临地中海，东北与埃罗省接壤。
与圣马丹拉朗德接壤的市镇（或旧市镇、城区）包括：卡斯泰尔诺达里、拉斯博尔德、洛拉比克、米尔瓦勒洛拉盖、佩克西奥拉、圣帕普勒。
圣马丹拉朗德的时区为UTC+01:00、UTC+02:00（夏令时）。

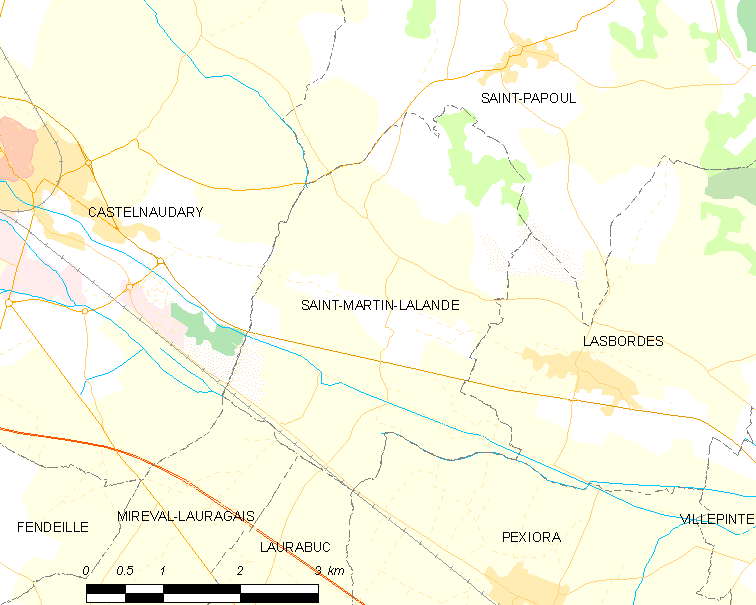
圣马丹拉朗德的OSM定位图

## 行政
圣马丹拉朗德的邮政编码为11400，INSEE市镇编码为11356。

## 政治
圣马丹拉朗德所属的省级选区为绍里安盆地县。

## 人口

1962-2008年间圣马丹拉朗德人口变化图示

圣马丹拉朗德于2022年1月1日时的人口数量为1109人。